# Parabopyrella delagoae
Parabopyrella delagoae is een pissebed uit de familie Bopyridae. De wetenschappelijke naam van de soort is voor het eerst geldig gepubliceerd in 1982 door Bourdon.